# Formosa da Serra Negra
Formosa da Serra Negra is een gemeente in de Braziliaanse deelstaat Maranhão. De gemeente telt 17.792 inwoners (schatting 2009).
De gemeente grenst aan Grajaú, Barra do Corda, Fernando Falcão, Mirador, São Raimundo das Mangabeiras, São Pedro dos Crentes, Sítio Novo, Fortaleza dos Nogueiras en Feira Nova do Maranhão.